# Großer Sturm von 1703

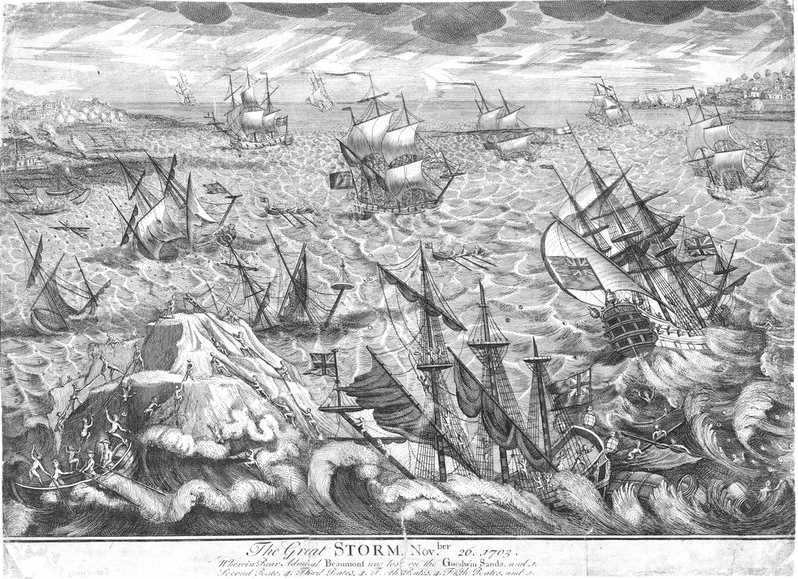
Verluste der Englischen Flotte vor Goodwin Sands

Der Große Sturm von 1703 war ein außerordentlich schwerer Sturm in fast ganz Europa. Er gilt als der schwerste Sturm, der die Britischen Inseln und den Ärmelkanal jemals heimgesucht hat. Er dauerte vom 5. bis zum 13. Dezember 1703 (bzw. vom 24. November bis zum 2. Dezember 1703 nach dem damals in England noch gültigen Julianischen Kalender). Seinen Höhepunkt erreichte der Sturm in der Nacht vom 7. auf den 8. Dezember 1703 (bzw. in der Nacht vom 26. auf den 27. November nach dem Julianischen Kalender). Im gesamten Nordseegebiet verursachte er eine schwere Sturmflut. Insgesamt forderte der Sturm zwischen 8000 und 15.000 Menschenleben, davon mehr als 1500 Angehörige der Royal Navy.

## Meteorologische Aufzeichnungen in England
William Derham maß einen Luftdruck von 973 Millibar in Südengland, doch könnte das Tiefdruckgebiet im Bereich der Midlands nur 950 Millibar aufgewiesen haben.

## Schäden in England
In London deckte der Sturm das Dach der Westminster Abbey ab und Königin Anne musste im St James’s Palace Zuflucht in einem Keller nehmen, um herunterstürzenden Kaminen und Dachteilen zu entgehen.
Im Westen des Landes gab es verbreitet länger andauernde Überschwemmungen, insbesondere in der Umgebung von Bristol. Die Zahl der umgestürzten Eichen im New Forest wurde mit 4000 angegeben.
In Wells wurden der Bischof Richard Kidder und seine Frau im Schlaf getötet, als zwei Kamine im Palast in sich zusammenstürzten und auf ihr Bett fielen. Das große westliche Fenster der St. Andrew’s Cathedral wurde durch den Sturm teilweise zerstört.
Das erste Eddystone Lighthouse wurde durch den Sturm am 27. November 1703 (Julianischer Kalender) zerstört, wodurch sechs Personen darin das Leben verloren, einschließlich des Erbauers Henry Winstanley.
Auf der Themse wurden im Pool of London – dem Abschnitt unterhalb der London Bridge – rund 700 Schiffe zusammengeschoben. Die HMS Association wurde von Harwich bis nach Göteborg in Schweden abgetrieben, bevor sie den Rückweg nach England antreten konnte.
Die Royal Navy verlor dreizehn Schiffe und mehr als 1500 Seeleute ertranken:
- Die Restoration, ein 70-Kanonen-Linienschiff unter Kapitän Emms mit 387 Mann an Bord, ging auf den Goodwin Sands verloren; es gab keine Überlebenden.
- Die Northumberland, ein Linienschiff unter Kapitän Greenway, ging verloren auf den Goodwin Sands, 220 Seeleute ertranken.
- Die Stirling Castle, ein Linienschiff unter Kapitän Johnston, ging ebenfalls auf den Goodwin Sands verloren, 70 Seeleute wurden gerettet, 206 ertranken.
- Die Mary, ein Linienschiff mit Rear-Admiral Beaumont an Bord unter Kapitän Edward Hopson, auf den Goodwin Sands, der Kapitän und der Koch wurden an Land geworfen, ein Mann konnte sich retten, 269 Mann einschließlich des Admirals ertranken.
- Die Mortar, eine Bombarde unter Kapitän Raymond, lief auf die Goodwin Sands auf; alle 65 Besatzungsmitglieder kamen ums Leben.
- Die Eagle unter Kapitän Bostock erlitt Schiffbruch an der Küste von Sussex; die 45-köpfige Besatzung konnte sich retten.
- Die Resolution, ein Linienschiff unter Kapitän Lisle, lief auf die Küste von Sussex auf; alle 221 Mann an Bord überlebten.
- Die Litchfield Prize unter Kapitän Chamberlain erlitt Schiffbruch an der Küste von Sussex; alle 108 Seeleute gerettet.
- Die Newcastle, ein Linienschiff unter Kapitän Carter, ging bei Spithead verloren. Der Zimmermann und 39 weitere Seeleute überlebten, 193 Seeleute ertranken.
- Die Vesuvius ging unter Kapitän Paddon bei Spithead verloren; die 48 Mann zählende Besatzung wurde gerettet.
- Die Reserve unter Kapitän John Anderson ging bei Yarmouth verloren. Der Kapitän, der Schiffsarzt, der Zahlmeister und 44 weitere überlebten, die übrige Besatzung von 175 Personen ging mit dem Schiff unter.
- Die Vanguard, ein 90-Kanonen-Linienschiff, ging im Hafen von Chatham unter, ohne dass eine Besatzung oder Bewaffnung an Bord war.
- Die York, ein Zweideckschiff unter Kapitän Smith ging bei Harwich unter; bis auf vier Seeleute kam die Besatzung davon.

Daniel Defoe schrieb über dieses Ereignis sein erstes Buch mit dem Titel The Storm, das im Juli 1704 veröffentlicht wurde. Er beschrieb den Sturm als das „Unwetter, das Gehölze und Wälder in ganz England zerstörte“. Küstenstädte wie Portsmouth „sahen aus, als hätte sie der Feind eingenommen und [sie] waren schrecklich in Stücke gerissen“.

## Auswirkungen in Niederdeutschland

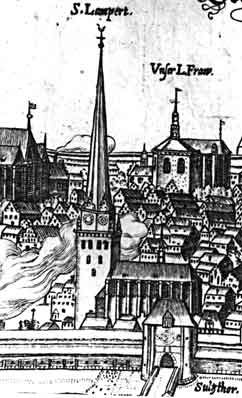
St. Lamberti in Lüneburg vor dem Einsturz

Ganz Niederdeutschland litt unter dem Orkan, der am 8. Dezember 1703 seinen Höhepunkt erreichte. Im Oderbruch wurden tausende Bäume aus der Erde gerissen. Kirchtürme wurden umgeworfen, so die ohnehin baufällige Turmspitze von St. Lamberti in Lüneburg und der Turm der Nikolaikirche in Wismar. Im Raum Osnabrück wurden die Kirchturmspitze der Christuskirche in Ibbenbüren und die Turmspitze von St. Johannes in Alfhausen heruntergerissen.